# Нижне-Туломская ГЭС
Нижне-Туломская гидроэлектроста́нция (Нижнетуломская ГЭС) — ГЭС на реке Туломе в посёлке Мурмаши Мурманской области. Входит в Каскад Туломских и Серебрянских ГЭС (ранее в Туломский каскад ГЭС).

## Общие сведения
Построена в 1934—1936 гг. Белбалткомбинатом НКВД СССР. Первый гидроагрегат пущен 13 января 1937, ГЭС принята в промышленную эксплуатацию 11 июля 1938. При создании водохранилища было затоплено 170 га сельхозугодий, перенесено 30 строений. Представляет собой ГЭС руслового типа. По плотине ГЭС ранее проложен автомобильный переход.
Состав сооружений:
- земляная плотина длиной 267,6 м, высотой 29 м, супесчаная с низовым каменным банкетом;
- бетонная водосбросная плотина длиной 58,5 м, с тремя водопропускными пролетами 17,5×6,9 м, перекрытыми сегментными затворами с электроприводом;
- сопрягающие дамбы длиной 240 м (левая) и 168 м (правая);
- рыбоход ступенчатого типа для пропуска семги к местам нереста, длина 513 м, высота подъема 20 м;
- здание ГЭС длиной 84 м;
- подводящий канал длиной 1465 м;
- отводящий канал длиной 1040 м.
- машинный зал обслуживается двумя мостовыми кранами по 80/20 т.

Основные характеристики и показатели работы гидростанции:
- мощность ГЭС — 56 МВт;
- среднегодовая выработка — 246,5 млн кВт·ч;
- количество агрегатов — 4 пропеллерных гидроагрегата мощностью по 14 МВт;
- объём водохранилища: полный — 0,39 км³, полезный — 0,037 км³;
- площадь водохранилища — 38 км²;
- уровень верхнего бьефа: форсированный — 18,50 м, нормальный — 18,00 м, минимальный — 17,00 м;
- напор: максимальный — 20,3 м, минимальный — 17,00 м;
- пропускная способность: через турбины — 360 м³, через водосброс — 2202 м³;
- средний многолетний расход — 234,0 м³/с;

Основное оборудование:
- турбины — тип ПР30/881-В-360, изготовитель — Ленинградский металлический завод, расход 90 м³/с, частота вращения 150 об/мин;
- генераторы — тип СВ-546/90-40, изготовитель — завод «Электросила», мощность 15 МВа;

Связь с энергосистемой осуществляется через два трансформатора мощностью 40 МВа каждый и два автотрансформатора мощностью 90 МВа каждый по линиям электропередачи напряжением 35,110,150 кВ.
ГЭС спроектирована институтом «Ленгидропроект».
Нижне-Туломская ГЭС входит в состав Каскада Туломских и Серебрянских ГЭС (ранее Каскад Туломских ГЭС), филиала «Кольский», ПАО «ТГК-1».

## История
Нижне-Туломская ГЭС построена по плану ГОЭЛРО для электрификации мурманского участка Октябрьской железной дороги. ГЭС возводилась под контролем НКВД силами заключенных Беломорско-Балтийского ИТЛ. Первоначальная мощность ГЭС — 50 МВт (4х12,5 МВт). Во время Великой Отечественной войны оборудование ГЭС, кроме двух гидроагрегатов, было демонтировано и эвакуировано. В послевоенные годы ГЭС была восстановлена, в 1948 и 1949 гг. смонтированы два новых гидроагрегата. В конце 1980-х гг. была проведена реконструкция — гидроагрегаты поворотно-лопастного типа были заменены на пропеллерные, мощность ГЭС увеличилась до 56 МВт.
На Нижне-Туломской ГЭС функционирует рыбоход, являющийся уникальным гидротехническим сооружением. Ежегодно в начале июня он открывается для нереста семги и работает до осени. Рыбоход представляет собой искусственный ручей с порогами, по которым рыба в обход плотины поднимается в верховья реки Тулома на нерест. Рыбный лабиринт имитирует пороги горной реки — каменистые подъёмы чередуются с бассейнами, в которых рыба отдыхает. Он состоит из 66 колодцев протяженностью 513 м и перепадом высот 20 м. «Природное» строение рыбохода максимально повторяет естественную среду обитания семги, и, следовательно, позволяет сохранить популяцию ключевого для Мурманской области промыслового вида рыбы.
Рыбоход был построен ещё в 1936 году и стал первым подобным сооружением в стране. С тех пор ежегодно в начале июня семга подходит к нему и устремляется на нерест вверх по течению Туломы. На пути рыбу подстерегают нерпы, приплывающие каждый год к нижнему бьефу Нижне-Туломской ГЭС в поисках легкой добычи. В августе семга вместе с новым потомством начинает обратный путь к морю. В среднем через рыбоход проходит 6-7 тысяч особей (рекорд — 12 784 особей в 70-х годах).
Рыбоход Нижне-Туломской ГЭС оказался весьма удачным и является первым подобным сооружением в СССР (единственный эффективно работающий рыбоход на ГЭС России).
Глубокий котлован для «водосброса» делали два года. А потом стало трудно вывозить отвалы. Тачка тяжелая, мостки узкие, в одну доску, скользко, соскочит тачка, перевернется — и ты за ней… А тут «норма». Учётчик все отмечает: если норма не выполнена, пайку полную не получишь. У актёров «норма» — полнормы. И работали только три, а то и два дня в неделю (вот радость-то!).
Рабочих очень много в котловане — муравейник! На третий год случился обвал. Несколько тысяч людей под обломками остались, полгода потом откапывали, вынимали по кускам. Объясняли зекам так: «Вредители! Везде вредители!» И ещё: «Великие дела без жертв не обходятся!»
Расстреляли главного инженера. Пригнали новый этап. Работа продолжилась.

## В культуре
Нижне-Туломская ГЭС изображена на картине советского живописца Петра Кончаловского «Мурманск. Туломстрой. Водосброс. Общий вид.» (1936 год).